# 굳기
굳기 또는 경도(硬度, 영어: hardness)는 깎여서 만들어진 기계적인 자국이나 마모에 의해 유도되는 플라스틱 변형에 대한 저항의 척도이다. 일반적으로 물질에 따라 굳기가 다를 수 있는데, 예를 들면 타이타늄, 베릴륨과 같은 딱딱한 물질들은 나트륨, 주석, 목재, 일반 플라스틱 등에 비해 더 딱딱하다.
굳기는 탄성, 강성, 소성, 점탄성, 점성 등의 특성에 의존한다.

## 같이 보기
- 가공 경화
- 모스 굳기계